# Kristiane Weber-Hassemer
Kristiane Weber-Hassemer (* 10. Juli 1939 in Berlin) ist eine ehemalige deutsche Richterin. Sie war Vorsitzende Richterin eines Strafsenates am Oberlandesgericht Frankfurt am Main. Von 2001 bis 2012 war sie Mitglied des Deutschen Ethikrats, ab 2008 Deutscher Ethikrat, dessen Vorsitzende sie von 2005 bis 2008 war.

## Leben
Von 1960 bis 1964 studierte Kristiane Weber-Hassemer Rechtswissenschaften, politischen Wissenschaften und Soziologie in Tübingen und Hamburg. 1964 legte sie ihr erstes und 1969, nach einer Babypause, ihr zweites juristisches Staatsexamen in Hamburg ab. Von 1969 bis 1976 arbeitete sie als Rechtsanwältin in Hamburg mit den Schwerpunkten Arbeitsrecht, Gesellschaftsrecht und Strafrecht. 1976 wurde sie Richterin in Frankfurt am Main für Strafrecht, Presserecht, Urheberrecht und Zivilrecht. 1986 wechselte sie zum Oberlandesgericht Frankfurt am Main und übernahm  Tätigkeiten in verschiedenen Zivilsenaten, Aufgaben in der Landesjustizverwaltung, dem Personalwesen, den Angelegenheiten der Rechtsanwälte und Notare sowie Pressearbeit.
Von 1990 bis 2002 war Kristiane Weber-Hassemer Mitglied im Frankfurter Arbeitskreis für Strafrecht, von 1990 bis 1995 war sie Mitglied der Ethikkommission der Landesärztekammer Hessen. Sie gehörte 1998 dem Studienkreis für Presserecht und Pressefreiheit an und war von 1994 bis 2004 Vorsitzende Richterin am Oberlandesgericht Frankfurt am Main (Strafsenat) und Pressesprecherin des Oberlandesgerichts mit einer vierjährigen Unterbrechung von 1995 bis 1999. Während dieser Zeit war sie parteilose Staatssekretärin im Hessischen Ministerium der Justiz und für Europaangelegenheiten  unter Rupert von Plottnitz (Bündnis 90/Die Grünen). Außerdem war sie Vorsitzende des Arbeitsstabes Justizreform des Deutschen Juristinnenbundes.
Sie war bis zu dessen Tod 2014 mit dem ehemaligen Vizepräsidenten des Bundesverfassungsgerichts, Winfried Hassemer, verheiratet. 